# Place d’Italie
Place d’Italie – stacja linii 5, 6 i 7 metra w Paryżu, położona w 13. dzielnicy. W przypadku linii 5 jest to stacja końcowa.

## Stacja
Stacja została otwarta w 1906 roku na linii 2 sud. W 1907 roku linię 2 sud włączono do linii 5 (dawne perony linii 2 sud pozostały nieużywane, a pociągi linii 5 korzystały z nowo wybudowanych peronów). W 1909 roku Place d’Italie stała się początkową stacją nowo otwartej linii 6, wykorzystującej dawne perony linii 2 sud. W 1930 otwarto stację na linii 10, zastąpionej w 1931 przez linię 7. Pomiędzy 17 maja a 6 grudnia 1931 linia 5 była skrócona do Place d’Italie, a po jej torach wydłużono linię 6. Rozwiązanie to wprowadzono na stałe w 1942 roku. W 2009 roku otwarto przebudowane zakończenie linii 5 w formie pętli.
Stacja posiada trzy jednonawowe hale peronowe z dwoma peronami bocznymi każda (linie 6 i 7) lub z jednym peronem centralnym (linia 5). Stacja linii 5 jest wygięta w łuk, czego wymaga jej położenie na pętli. Kompleks pod Place d’Italie jest ważnym węzłem w sieci metra, ze stacją końcową linii 5, warsztatami Italie linii 6 i dwoma bocznicami łączącymi ze sobą linie 5 i 6 oraz 6 i 7.
W 2004 roku była to 9. najpopularniejsza stacja paryskiego metra, z 13,1 mln pasażerów rocznie.
Nazwa stacji pochodzi od znajdującego się nad nią Place d’Italie (fr. plac Włoski). Ten zaś leży w ciągu Avenue d’Italie – alei będącej początkiem drogi krajowej nr 7, łączącej Paryż z granicą francusko-włoską w pobliżu Mentony.
Dwa z wejść na stację, zaprojektowane w 1900 roku przez Hectora Guimarda, są od 29 maja 1978 wpisane na listę zabytków.

## Przesiadki
Stacja umożliwia przesiadki na autobusy dzienne RATP i nocne Noctilien.

## Otoczenie
W pobliżu stacji znajdują się:
- dzielnica Butte-aux-Cailles
- centrum handlowe Italie 2

## Galeria

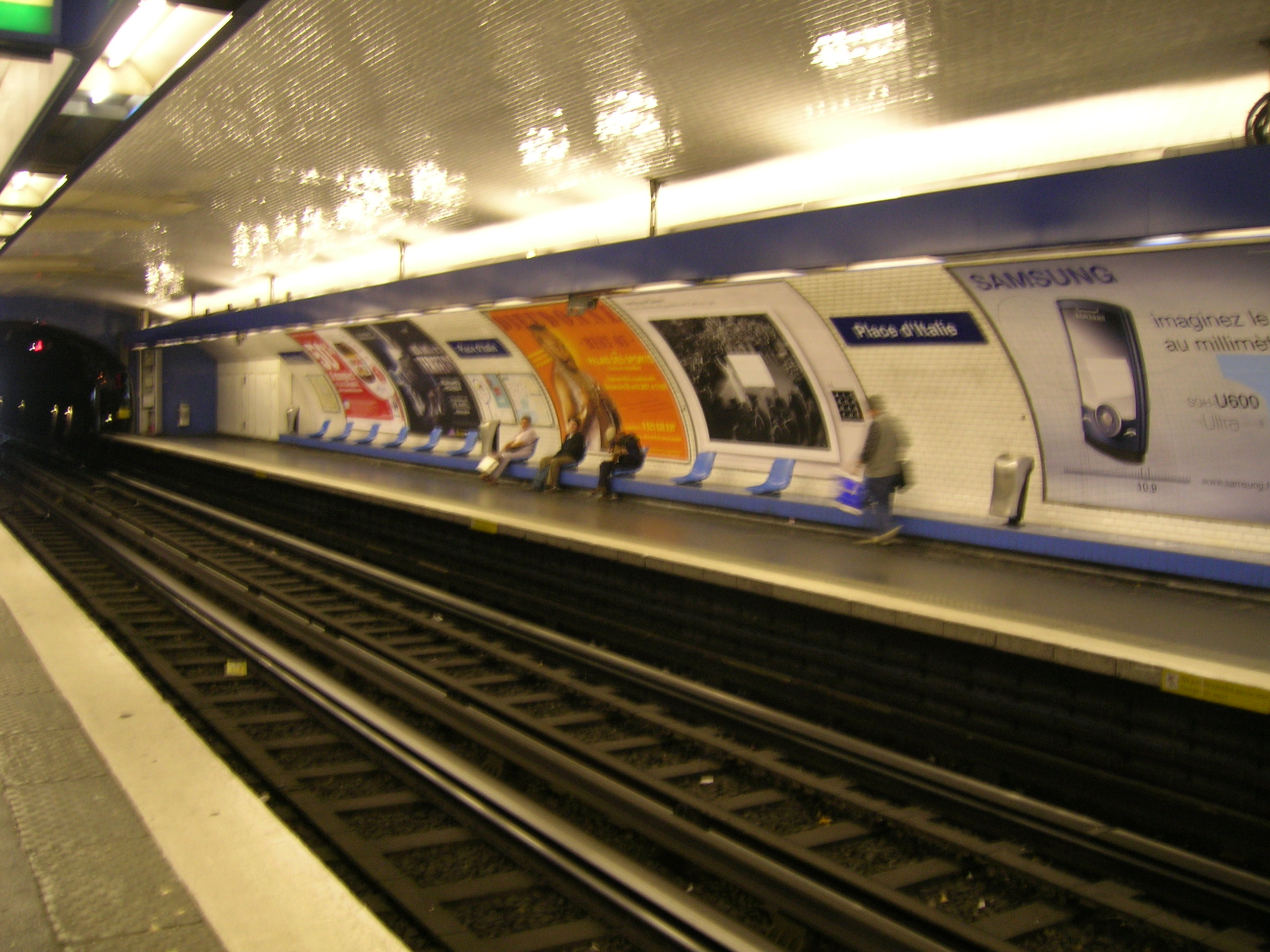
Stacja linii 6.
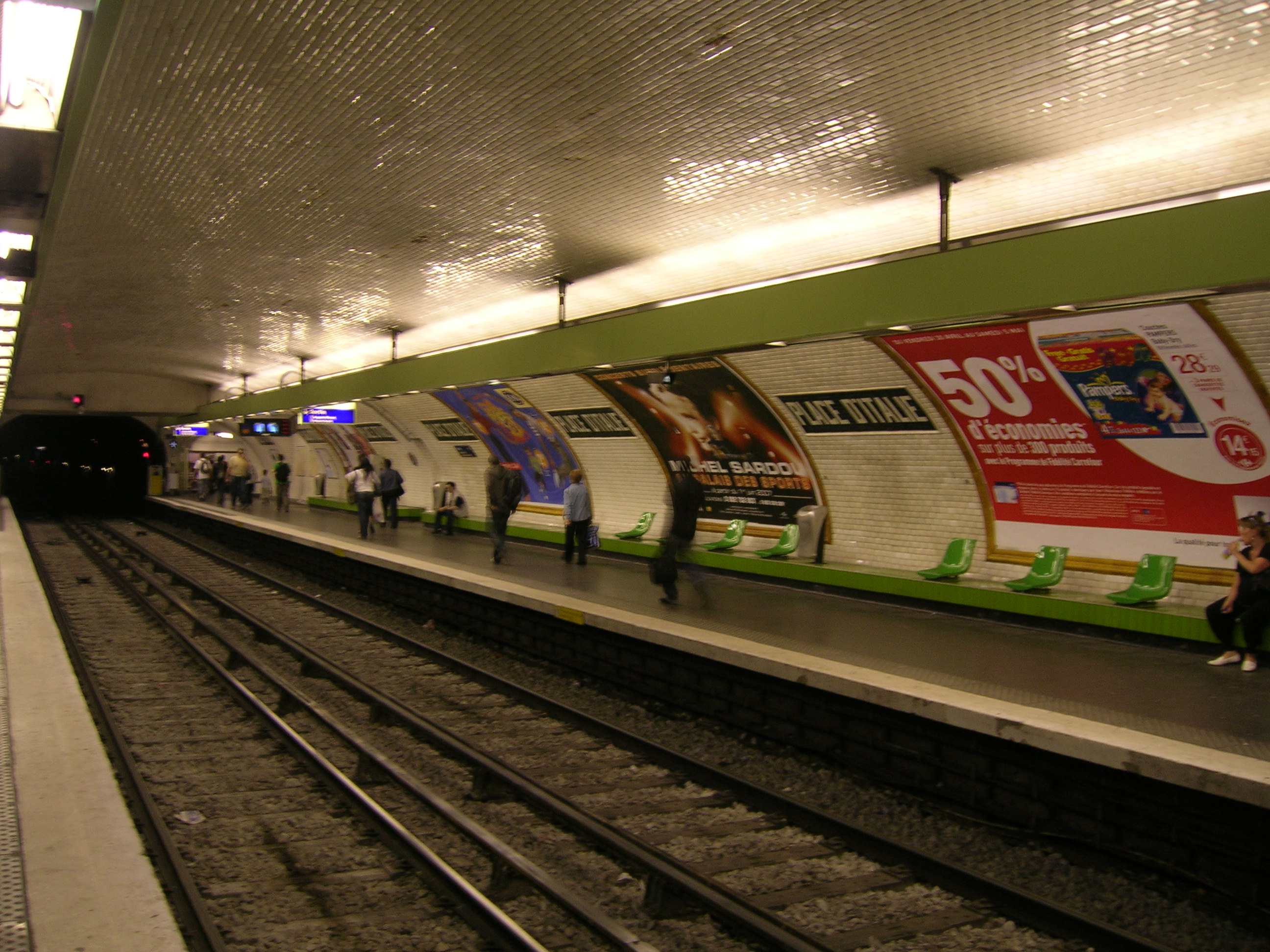
Stacja linii 7.
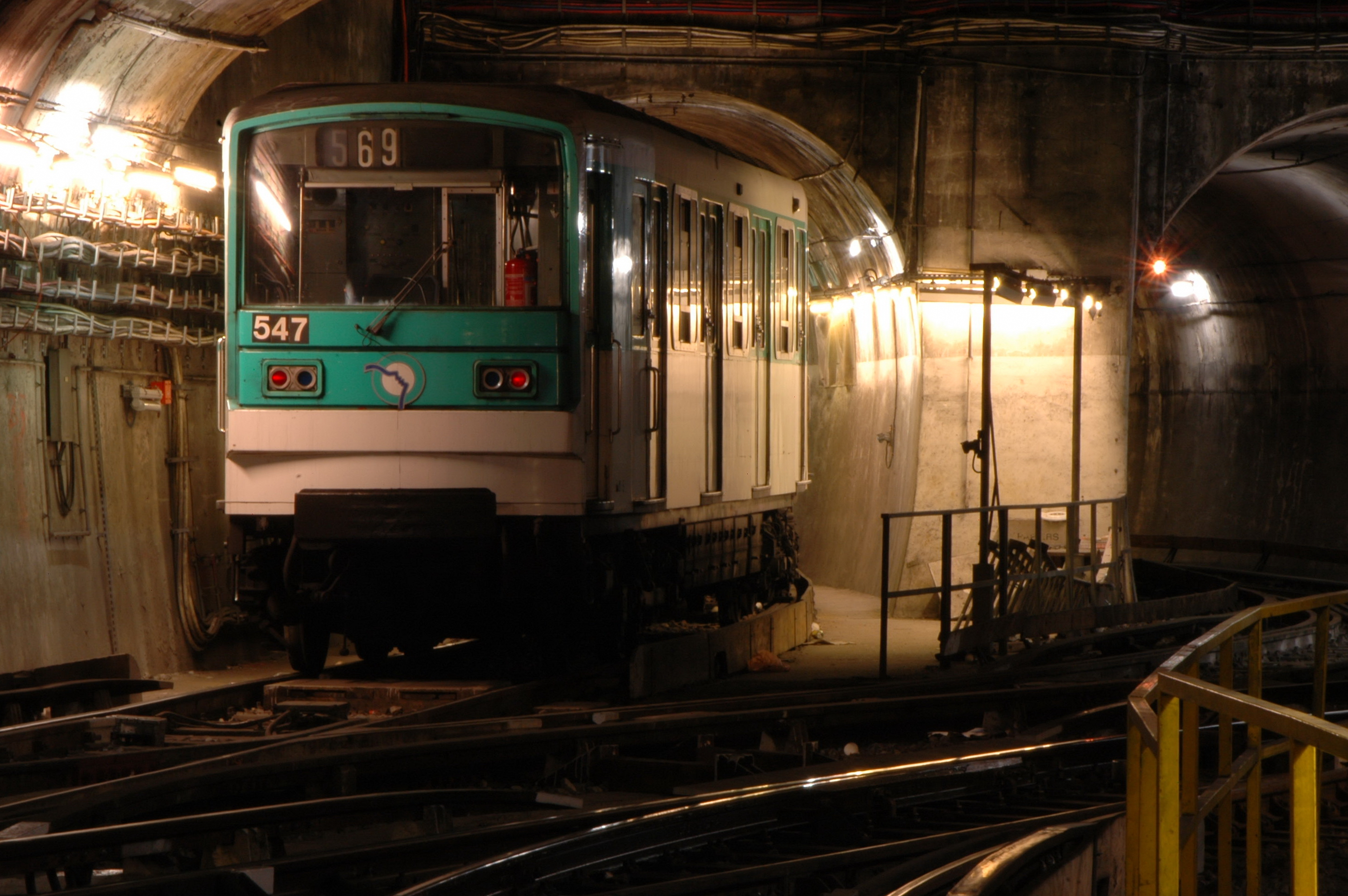
Pociąg linii 5 na torach odstawczych przy stacji Place d’Italie.